# دوسن فيرنانديز
دوسن فيرنانديز (27 يوليو 1990 في الهند - ) هو لاعب كرة قدم هندي في مركز الهجوم. شارك مع منتخب الهند لكرة القدم. أما مع النوادي، فقد لعب مع سبورتينغ غوا ونادي سالغاوكار.

## وصلات خارجية
- دوسن فيرنانديز على موقع قاعدة بيانات كرة القدم.إي يو (الإنجليزية)
- دوسن فيرنانديز على موقع Soccerway.com (الإنجليزية)
- دوسن فيرنانديز على موقع عالم كرة القدم.نت (الإنجليزية)